# Ola Solbakken
Ola Selvaag Solbakken (Melhus, 7 settembre 1998) è un calciatore norvegese, attaccante del Nordsjælland.

## Biografia
Attivo anche nel calcio a 5, tra il 2015 e il 2018 ha giocato per Heimdal e Melhus.

## Caratteristiche tecniche
Attaccante di piede mancino, può giocare anche come ala su entrambi i lati del campo. Rapido, tecnico e in possesso di una buona struttura fisica, risulta utile sia in fase di costruzione che in fase realizzativa.

## Carriera

### Club

#### Gli inizi
Cresciuto con la maglia del Melhus, nel 2012 passa al Rosenborg. Con i bianconeri vince il Norgesmesterskapet G19 nel 2015.
Il 4 gennaio 2018 è stato acquistato a titolo definitivo dal Ranheim, legandosi alla nuova società tramite un contratto biennale. Esordisce in Eliteserien il successivo 8 aprile, subentrando ad Øyvind Storflor nella sconfitta per 4-0 subita sul campo del Tromsø. L'8 gennaio 2019 ha prolungato il contratto che lo legava al Ranheim fino al 31 dicembre 2021. Il 28 aprile seguente ha trovato il primo gol in campionato nella vittoria per 5-2 arrivata sul Viking.
Il 18 dicembre 2019 viene reso noto il suo trasferimento al Bodø/Glimt, per cui ha firmato un contratto valido fino al 31 dicembre 2022. Il 16 giugno 2020 ha quindi esordito nel successo per 2-4 sul campo del Viking. Il 25 giugno seguente, ha segnato una rete nella vittoria per 2-3 in casa del Rosenborg. Al termine della stagione, contribuisce con tre gol alla vittoria del campionato.
La squadra si ripete, poi, nella stagione successiva, in cui l'attaccante si mette in evidenza anche nella prima edizione della UEFA Europa Conference League, segnando tre reti durante la fase a gironi, di cui due nella vittoria per 6-1 sulla Roma.

#### Roma
Il 23 novembre 2022, Solbakken viene ufficialmente acquistato dalla Roma, con cui firma un contratto valido a partire dal 2 gennaio 2023 e fino al 2027. Nell'occasione, diventa il terzo giocatore norvegese a vestire la maglia giallorossa, dopo John Carew e John Arne Riise.
Esordisce con i giallorossi, oltreché in Serie A, il 15 gennaio 2023 subentrando nel finale della sfida vinta 2-0 contro la Fiorentina. Il 19 febbraio seguente, gioca la sua prima partita da titolare con la Roma e segna la sua prima rete in Serie A ai danni del Verona, risultando decisivo per la vittoria finale (1-0). Il 2 aprile seguente, subentra nel finale della sfida vinta 3-0 contro la Sampdoria, servendo un assist al compagno di squadra Stephan El Shaarawy.

#### Prestiti a Olympiakos, Urawa Red Diamonds ed Empoli
Il 2 settembre 2023, Solbakken viene ceduto in prestito con diritto di riscatto all'Olympiacos, nella massima serie greca.
Il 12 gennaio 2024 la società giallorossa risolve il prestito con la squadra greca e lo cede in prestito all'Urawa Reds.
Terminato il prestito in Giappone, in cui ha trovato poco spazio a causa di problemi fisici, fa ritorno nella capitale.
Il 14 agosto 2024, viene ceduto in prestito con diritto di riscatto all'Empoli, in Serie A. Esordisce con i toscani tre giorni dopo nella partita casalinga col Monza, rilevando Sebastiano Esposito nella ripresa.

#### Nordsjælland
Il 4 agosto si trasferisce a titolo definitivo in Danimarca al Nordsjælland, nella Superligaen, per un milione di euro.

### Nazionale
Il 2 novembre 2021 riceve la prima convocazione in nazionale maggiore, con cui esordisce 11 giorni dopo, in occasione del pareggio per 0-0 contro la Lettonia.
Realizza il suo primo gol il 20 giugno 2023 nel successo per 3-1 contro Cipro.

## Statistiche

### Presenze e reti nei club
Statistiche aggiornate al 25 maggio 2025.
| Stagione          | Club              | Campionato        | Campionato | Campionato | Coppe nazionali | Coppe nazionali | Coppe nazionali | Coppe continentali | Coppe continentali | Coppe continentali | Altre coppe | Altre coppe | Altre coppe | Totale | Totale |
| Stagione          | Club              | Comp              | Pres       | Reti       | Comp            | Pres            | Reti            | Comp               | Pres               | Reti               | Comp        | Pres        | Reti        | Pres   | Reti   |
| ----------------- | ----------------- | ----------------- | ---------- | ---------- | --------------- | --------------- | --------------- | ------------------ | ------------------ | ------------------ | ----------- | ----------- | ----------- | ------ | ------ |
| 2018              | Ranheim           | ES                | 11         | 0          | CN              | 2               | 0               | -                  | -                  | -                  | -           | -           | -           | 13     | 0      |
| 2019              | Ranheim           | ES                | 26         | 4          | CN              | 4               | 2               | -                  | -                  | -                  | -           | -           | -           | 30     | 6      |
| Totale Ranheim    | Totale Ranheim    | Totale Ranheim    | 37         | 4          |                 | 6               | 2               |                    | -                  | -                  |             | -           | -           | 43     | 6      |
| 2020              | Bodø/Glimt        | ES                | 22         | 3          | -               | -               | -               | UEL                | 2                  | 0                  | -           | -           | -           | 24     | 3      |
| 2021              | Bodø/Glimt        | ES                | 26         | 6          | CN              | 3               | 0               | UECL               | 15                 | 7                  | -           | -           | -           | 44     | 13     |
| 2022              | Bodø/Glimt        | ES                | 15         | 4          | CN              | 2               | 0               | UCL+UEL            | 1+5                | 0                  | -           | -           | -           | 23     | 4      |
| Totale Bodø/Glimt | Totale Bodø/Glimt | Totale Bodø/Glimt | 63         | 13         |                 | 5               | 0               |                    | 23                 | 7                  |             | -           | -           | 91     | 20     |
| gen.-giu. 2023    | Roma              | A                 | 14         | 1          | CI              | 0               | 0               | UEL                | -                  | -                  | -           | -           | -           | 14     | 1      |
| ago. 2023         | Roma              | A                 | 1          | 0          | CI              | -               | -               | UEL                | -                  | -                  | -           | -           | -           | 1      | 0      |
| Totale Roma       | Totale Roma       | Totale Roma       | 15         | 1          |                 | -               | -               |                    | -                  | -                  |             | -           | -           | 15     | 1      |
| 2023-gen. 2024    | Olympiacos        | SL                | 5          | 0          | CG              | 0               | 0               | UEL                | 3                  | 0                  | -           | -           | -           | 8      | 0      |
| gen.-ago. 2024    | Urawa Reds        | J1                | 5          | 0          | CI+CdL          | 1+0             | 0               | -                  | -                  | -                  | -           | -           | -           | 6      | 0      |
| 2024-2025         | Empoli            | A                 | 21         | 0          | CI              | 4               | 0               | -                  | -                  | -                  | -           | -           | -           | 25     | 0      |
| 2025-2026         | Nordsjælland      | SL                | -          | -          | CD              | -               | 0               | -                  | -                  | -                  | -           | -           | -           | -      | -      |
| Totale carriera   | Totale carriera   | Totale carriera   | 146        | 18         |                 | 16              | 2               |                    | 26                 | 7                  |             | -           | -           | 188    | 27     |

### Cronologia presenze e reti in nazionale
| Cronologia completa delle presenze e delle reti in nazionale ― Norvegia | Cronologia completa delle presenze e delle reti in nazionale ― Norvegia | Cronologia completa delle presenze e delle reti in nazionale ― Norvegia | Cronologia completa delle presenze e delle reti in nazionale ― Norvegia | Cronologia completa delle presenze e delle reti in nazionale ― Norvegia | Cronologia completa delle presenze e delle reti in nazionale ― Norvegia | Cronologia completa delle presenze e delle reti in nazionale ― Norvegia | Cronologia completa delle presenze e delle reti in nazionale ― Norvegia |
| Data                                                                    | Città                                                                   | In casa                                                                 | Risultato                                                               | Ospiti                                                                  | Competizione                                                            | Reti                                                                    | Note                                                                    |
| ----------------------------------------------------------------------- | ----------------------------------------------------------------------- | ----------------------------------------------------------------------- | ----------------------------------------------------------------------- | ----------------------------------------------------------------------- | ----------------------------------------------------------------------- | ----------------------------------------------------------------------- | ----------------------------------------------------------------------- |
| 13-11-2021                                                              | Oslo                                                                    | Norvegia                                                                | 0 – 0                                                                   | Lettonia                                                                | Qual. Mondiali 2022                                                     | -                                                                       | 82’ 90+4’                                                               |
| 16-11-2021                                                              | Rotterdam                                                               | Paesi Bassi                                                             | 2 – 0                                                                   | Norvegia                                                                | Qual. Mondiali 2022                                                     | -                                                                       | 46’                                                                     |
| 17-11-2022                                                              | Dublino                                                                 | Irlanda                                                                 | 1 – 2                                                                   | Norvegia                                                                | Amichevole                                                              | -                                                                       | 63’                                                                     |
| 20-11-2022                                                              | Oslo                                                                    | Norvegia                                                                | 1 – 1                                                                   | Finlandia                                                               | Amichevole                                                              | -                                                                       | 46’                                                                     |
| 25-3-2023                                                               | Malaga                                                                  | Spagna                                                                  | 3 – 0                                                                   | Norvegia                                                                | Qual. Euro 2024                                                         | -                                                                       | 74’                                                                     |
| 28-3-2023                                                               | Batumi                                                                  | Georgia                                                                 | 1 – 1                                                                   | Norvegia                                                                | Qual. Euro 2024                                                         | -                                                                       | 80’ 82’                                                                 |
| 17-6-2023                                                               | Oslo                                                                    | Norvegia                                                                | 1 – 2                                                                   | Scozia                                                                  | Qual. Euro 2024                                                         | -                                                                       | 63’                                                                     |
| 20-6-2023                                                               | Oslo                                                                    | Norvegia                                                                | 3 – 1                                                                   | Cipro                                                                   | Qual. Euro 2024                                                         | 1                                                                       | 58’                                                                     |
| 7-9-2023                                                                | Oslo                                                                    | Norvegia                                                                | 6 – 0                                                                   | Giordania                                                               | Amichevole                                                              | -                                                                       | 61’                                                                     |
| 12-9-2023                                                               | Oslo                                                                    | Norvegia                                                                | 2 – 1                                                                   | Georgia                                                                 | Qual. Euro 2024                                                         | -                                                                       | 71’                                                                     |
| 12-10-2023                                                              | Larnaca                                                                 | Cipro                                                                   | 0 – 4                                                                   | Norvegia                                                                | Qual. Euro 2024                                                         | -                                                                       | 63’                                                                     |
| Totale                                                                  |                                                                         | Presenze                                                                | 11                                                                      |                                                                         | Reti                                                                    | 1                                                                       |                                                                         |

## Palmarès

### Club

#### Competizioni giovanili
- Norgesmesterskapet G19: 1

Rosenborg: 2015

#### Competizioni nazionali
- Campionato norvegese: 2

Bodø/Glimt: 2020, 2021